# Línguas ryukyuanas
As línguas ryukyuanas são faladas nas ilhas Ryukyu e formam uma subfamília da família das línguas japônicas.
As línguas ryukyuanas e a japonesa divergiram não muito tempo antes de as primeiras evidências escritas do japonês aparecerem, ou seja, em algum momento antes do século VII.

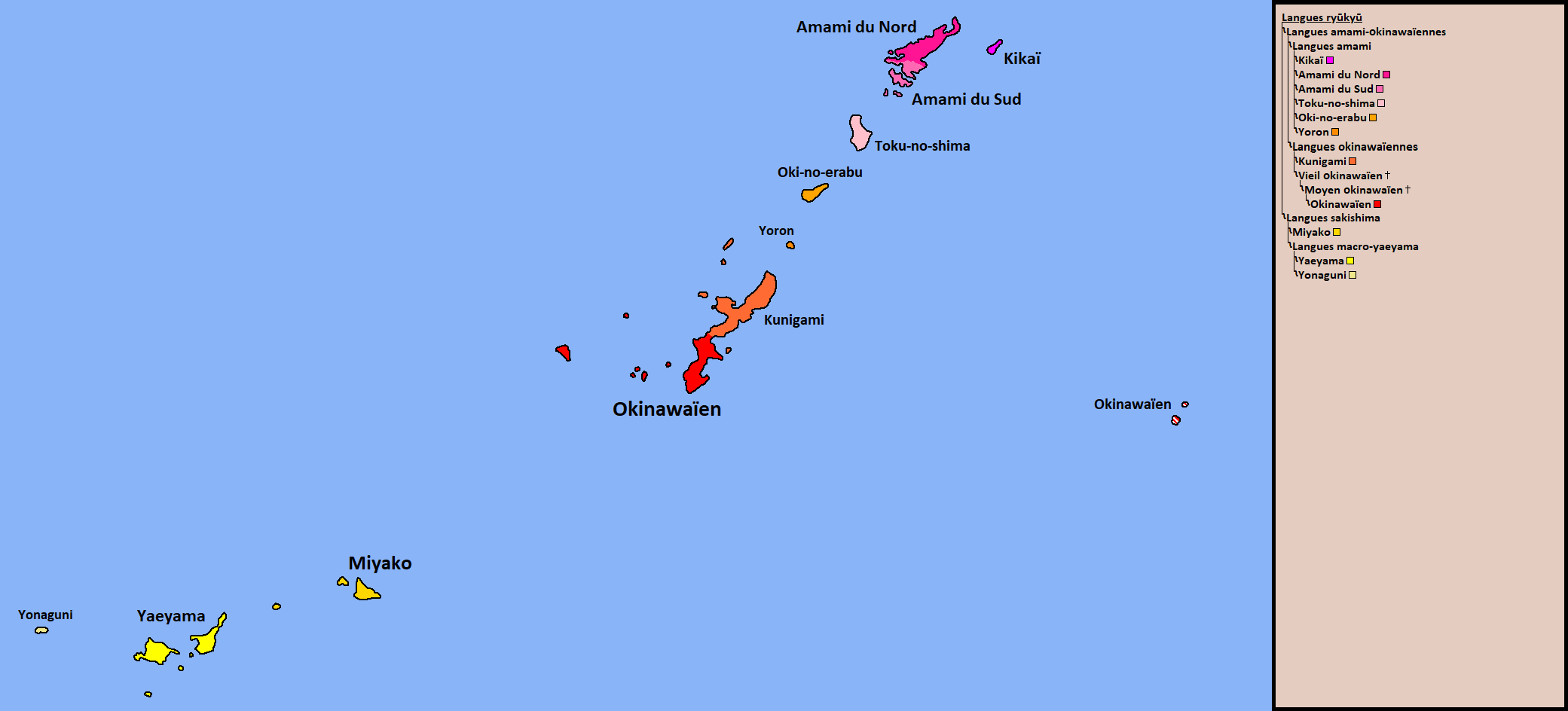
Mapa das línguas ryukyuanas

## As línguas ryukyuanas
| Língua     | Nome nativo   | Distribuição geográfica                                           | Dialeto padrão          |
| ---------- | ------------- | ----------------------------------------------------------------- | ----------------------- |
| Amami      | Shimayumuta   | Ilhas Amami                                                       | Naze                    |
| Kunigami   | Yanbarukutuba | Distrito de Kunigami (Yanbaru) em Okinawa e as ilhas à sua volta. | Nakijin                 |
| Oquinauano | Uchinaaguchi  | sul e centro da Ilha de Okinawa e ilhas à sua volta               | Tradicionalmente Shuri. |
| Miyako     | Myaakufutsu   | Ilhas Miyako                                                      | Hirara                  |
| Yaeyama    | Yaimamunii    | Ilhas Yaeyama                                                     | Ishigaki                |
| Yonaguni   | Dunanmunui    | Yonaguni                                                          | Yonaguni                |